# Trionymus themedae
Trionymus themedae är en insektsart som först beskrevs av James 1936.  Trionymus themedae ingår i släktet Trionymus och familjen ullsköldlöss.
Artens utbredningsområde är Uganda. Inga underarter finns listade i Catalogue of Life.